# 双尖艾普蛛
双尖艾普蛛（学名：Epeus bicuspidatus）为跳蛛科艾普蛛属的动物。在中国大陆，分布于湖南、海南等地。该物种的模式产地在海南。